# أغنس سيرويل
أغنس سيرويل (بالفرنسية: Agnès Sorel )‏ (و. 1422 – 1450 م) هي عارضة فرنسية، توفيت عن عمر يناهز 28 عاماً، بسبب سم.